# 千葉忠輝
千葉 忠輝（ちば あつき、2006年6月24日 - ）は、日本のフェンシング選手（種目はフルーレ）。東京都港区出身。慶應義塾高校在学。

## 略歴
2022年3月、青山学院中等部卒業。同年4月、慶應義塾高等学校入学。

## 主な賞歴
- 2022年 東京都フェンシング選手権 第29回 カデ男子フルーレ 優勝[2]
- 2022年 全国高等学校総合体育大会 フェンシング競技 個人フルーレ 準優勝[2]
- 2022年 第26回 全国カデ・フェンシング選手権大会 個人フルーレ 優勝[2]
- 2023年 2022年度男子フルーレ（カデU-17） 年間ランキング 1位 日本代表選出[2]
- 2023年 2023アジアジュニアカデ選手権大会 フルーレ個人準優勝／団体準優勝[2]
- 2023年 2023世界ジュニアカデ選手権大会 個人フルーレ 13位[2]